# Licht (film)
Licht is een Belgisch-Nederlands-Duits-Deense film uitgebracht in 1998. De film is voornamelijk gemaakt voor een internationale markt met als titel When the Light Comes. In België werd de film onder de titel Licht uitgebracht. Op de Duitstalige markt werd de titel Die Stunde des Lichts gebruikt. De film is gebaseerd op een autobiografie van de toen 19-jarige Amsterdamse studente Heleen van der Laan met de titel Waar blijft het licht en werd door Jean van de Velde naar een filmscenario omgezet.
Tagline - The Only way Through the Darkness is Together

## Verhaal
De jonge Ellen wil een andere wending aan haar leven geven en besluit een bootreis te maken naar het noordelijk gelegen gebied. Na omzwervingen belandt ze op Spitsbergen, waar ze de winter doorbrengt in een hut aan de Wijdefjord te midden van ijsschotsen en lange ijsvlaktes. Ze moet een hut delen met de uit Noorwegen afkomstige pelsjager Lars. Haar verwachtingen komen niet helemaal uit en de communicatie verloopt stroef tussen Ellen en Lars. Toch probeert ze zich aan te passen om deze koude periode door te komen.

## Rolverdeling
| Acteur               | Personage |
| -------------------- | --------- |
| Francesca Vanthielen | Ellen     |
| Rick Engelkes        | Robbert   |
| Joachim Król         | Lars      |
| Reidar Sørensen      | Ragnar    |

## Trivia
- De film werd vertoond op het Internationaal filmfestival van Mar del Plata in Argentinië, en won diverse prijzen in België.
- Op het filmfestival van Biberach an der Riß won Licht de prijs van de internationale jury en de prijs voor beste productie.
- Francesca Vanthielen won met Licht de prijs van de jury op het filmfestival van Genève.